# Thuyền buồm

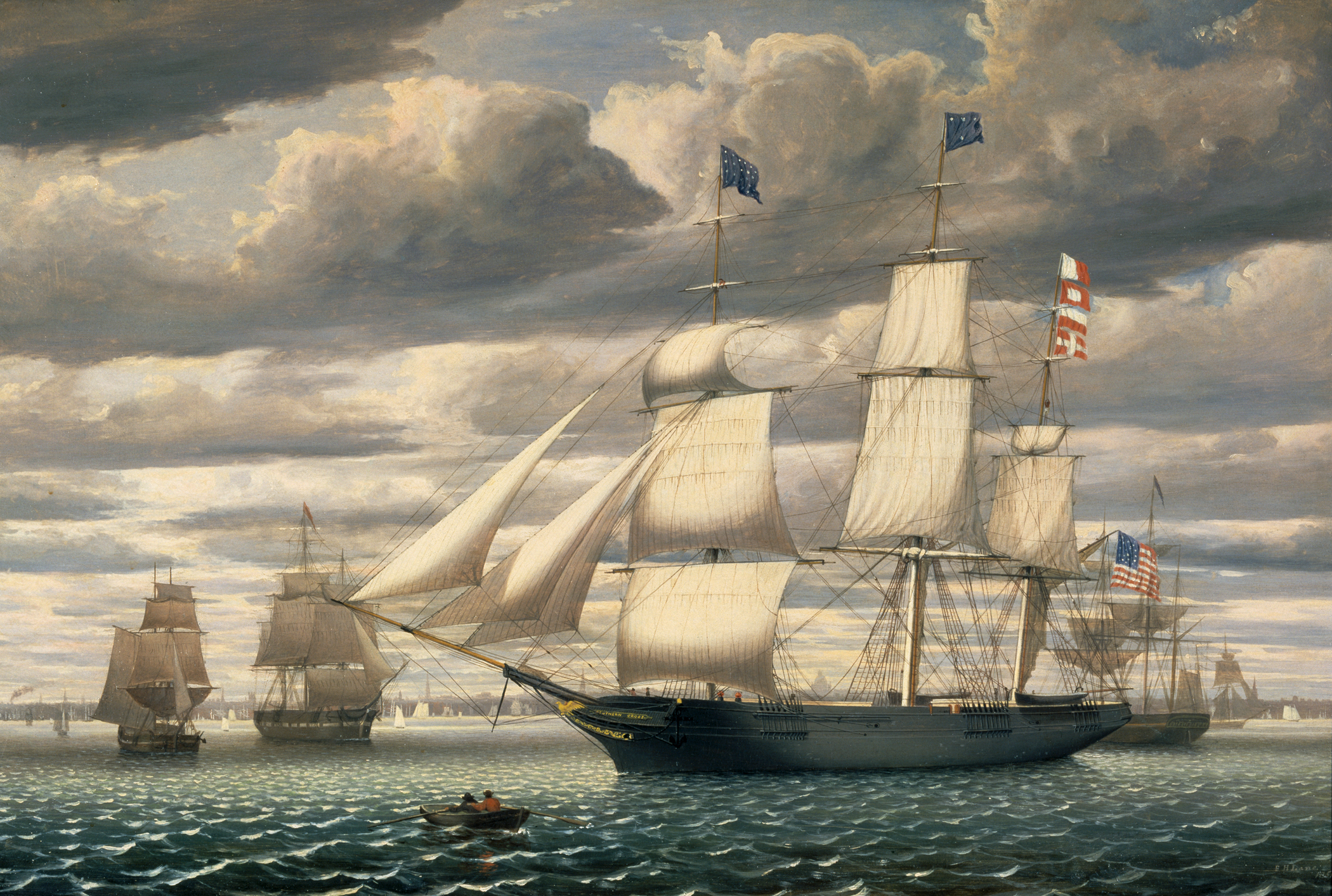
Tranh sơn dầu một chiếc thuyền buồm rời cảng Boston năm 1851

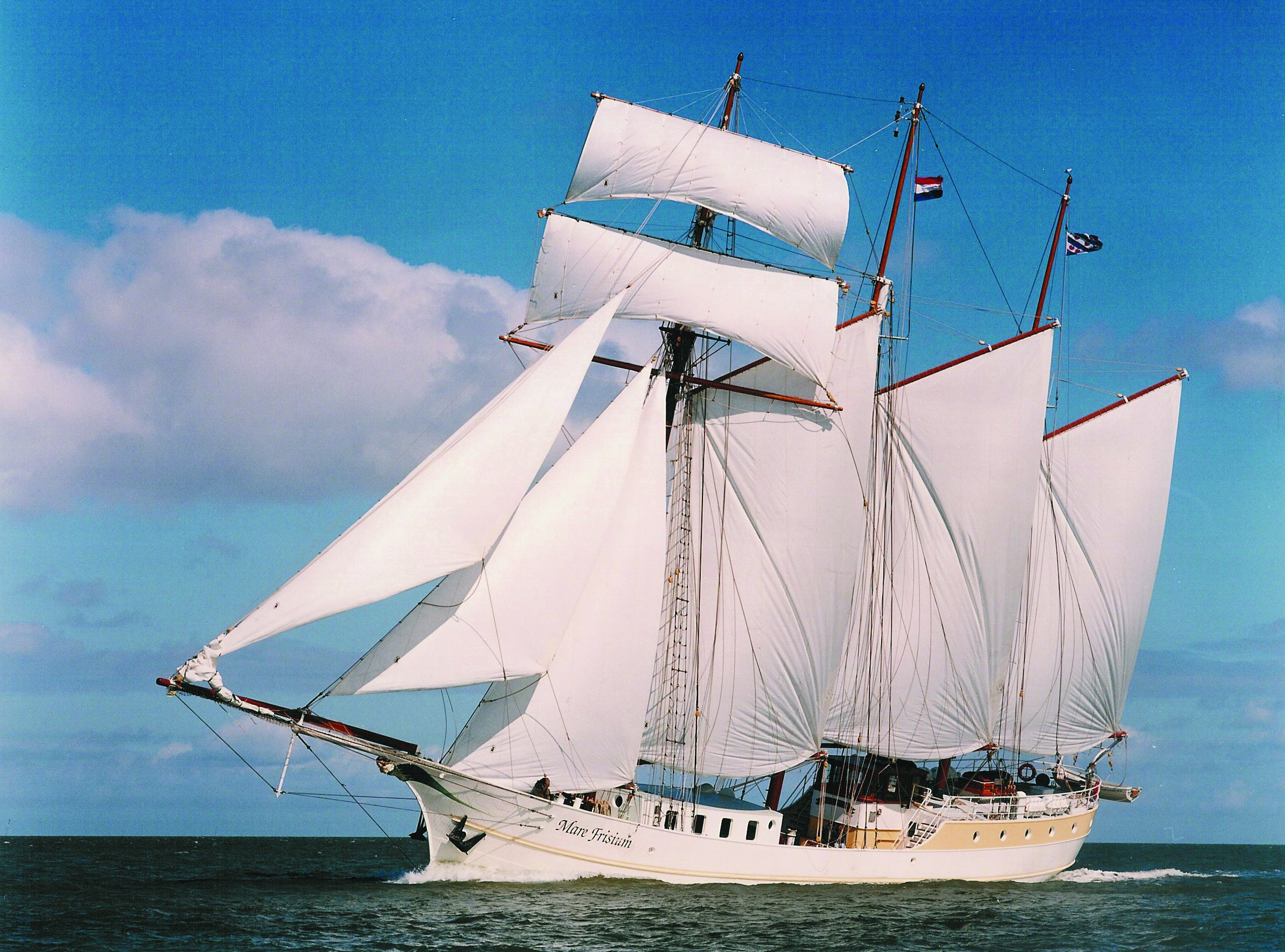
thuyền buồm dùng ba cột buồm

Thuyền buồm là một loại thuyền chạy bằng sức gió nhờ vào một bộ phận gọi là buồm được gắn trên một cột trụ gọi là cột buồm. Con người đã bắt đầu biết sử dụng thuyền buồm ngay từ buổi đầu của nền văn minh. Người La Mã cổ đại là những người đầu tiên gắn những lá buồm vào con thuyền chèo để kết hợp cả hai loại năng lượng sức người và sức gió.
Ngày nay,thuyền buồm được sử dụng ở mọi nơi trên thế giới. Ở các quốc gia phương tây như Mỹ, Úc, New Zealand và các nước châu Âu, môn thể thao thuyền buồm rất được ưa chuộng. Ở châu Á, Hồng Kông, Singapore và Thái Lan cũng có rất nhiều thuyền buồm. Riêng ở Việt Nam, kể từ ngày động cơ diesel xuất hiện, thì những con thuyền buồm cũng càng lúc càng ít đi. Chỉ có ở Vịnh Hạ Long, người dân vẫn dùng thuyền buồm để đánh bắt hải sản và kinh doanh du lịch.

## Cấu tạo
Thuyền buồm gồm có các bộ phận chính:
1. Thân thuyền (Hull)
Thân thuyền thường được làm từ gỗ, sắt, nhôm, nhựa polyester, nhựa Epoxy. Nhôm là vật liệu tốt nhất để đóng thuyền, nhưng giá rất cao, vì thế sắt và nhựa được dùng nhiều hơn. Tuy nhiên,để đóng những con thuyền nhỏ dưới 10 m, người ta thường dùng ván ép bọc nhựa Epoxy vì giá rẻ và độ bền cao. Gỗ cũng là loại vật liệu rất tốt để đóng thuyền, đặc biệt là những chiếc du thuyền sang trọng. Lợi thế của gỗ là nó nhẹ, đẹp, cách âm tốt, và nó rất thích hợp để đóng những chiếc thuyền buồm mang phong cách truyền thống. 
Tại Việt Nam các thuyền buồm xưa của ngư dân ven biển dài 12 m thường dùng nan cật tre, đang lại thành tấm có diện tích 12 m X 6,5 m xong "lận" (kết cấu lại) bằng 2 nẹp gỗ diện tích 15 m X 25 cm,hai tấm hoặc ba tấm ván gỗ chò chỉ, bằng cách khoan lỗ cấy chốt bằng gốc tre ghép 2 tấm lại với nhau,cuối cùng dùng dầu rái và phân bò sơn lên tám nước sơn, 4 nước đầu là phân bò pha nước cho có độ sền sệt như hồ, phơi thật khô xong sơn lên 4 nước dầu rái cho không thấm nước cả hai mặt, còn hai tấm ván ghép lại người ta trộn chai chò giả nhỏ mịn trộn chung với cật tre đập dập thành sợi phơi khô,để nhét vào khe hở ghép nối,loại thuyền buồm này không có long cốt, để vào vùng đảo hoàng sa đánh cá không bị mắc cạn, chỉ có ống lô đặt bánh lái sau đuôi, bánh lái trước mũi thuyền,phía bên trong lòng thuyền người ta dùng đà gỗ đẻo củng bằng cật tre chống ngang từ bên này sang bên kia cho chắc lòng thuyền,sau đó bắt đà gỗ 10 cm X 10 cm làm sườn gia cường để lót 2 lớp ván mỏng 2 cm,mỗi lớp cách nhau 65 cm, phía trước, giữa có mui che mưa nắng củng đang bằng tre và củng sơn như dưới lòng thuyền và phía sau thuyền.
2. Long cốt (Keel):
Là bộ phận quan trọng, nằm ở dưới đáy thuyền theo trục dọc, kéo dài từ trước ra sau. Nó đóng vai trò như xương sống của một con thuyền. Bắt đầu từ trục xương sống này, người ta sẽ gắn vào những mảnh xương sườn (tức là công đà), để hình thành nên bộ khung của con thuyền. Long Cốt chính là điểm tựa để từ đó người ta gắn vào các bộ phận khác, nó còn có tác dụng "chẻ nước", giúp con thuyền tiến thẳng về phía trước thay vì dạt sang hai bên.
Đối với các loại thuyền chèo hoặc thuyền máy, đôi khi người ta không dùng Long Cốt, nhưng đối với thuyền buồm thì nó là bộ phận không thể thiếu. Long Cốt của thuyền buồm thường sâu hơn rất nhiều so với thuyền máy, và đôi khi người ta còn đổ chì vào 1 đoạn Long Cốt để tăng thêm trọng lượng làm cho con thuyền hoạt động vững vàng hơn và không bị lật. Tuy nhiên ở một số thuyền buồm nhỏ người ta không muốn có Long Cốt sâu, vì nó sẽ cản trở con thuyền khi đi vào những vùng nước cạn. Để khắc phục điều đó, người ta đã phát minh ra các loại Long Cốt giả (Center board). Long Cốt giả có thể được kéo lên khi thuyền đi vào vùng nước cạn, và hạ xuống khi đi vào vùng nước sâu.
Có hai loại Long Cốt giả: Loại có thể kéo lên bằng cách bật về phía sau được gọi là "Center Board", loại còn lại có thể kéo thẳng lên được gọi là "Dagger Board".
3. Bánh lái (Rudder)
Là bộ phận nằm ở phía sau chót của con thuyền. Nếu Long cốt là bộ phận giúp con thuyền giữ thăng bằng để tiến về phía trước, thì bánh lái lại giúp ta điều khiển hướng đi của con thuyền. Thông thường, bánh lái gồm 2 bộ phận chính là bánh lái và tay lái. Tuy nhiên ở một số con thuyền, người ta không dùng tay lái mà dùng vô lăng để lái.
4. Buồm (Sail)
Là 1 tấm vật liệu mỏng, có thể là vải, ny lon, hay nhựa được may thành hình tam giác hoặc tứ giác. Người ta căng lá buồm lên trên cột buồm nhờ vào 1 hệ thống dây kéo và ròng rọc. Tác dụng của lá buồm là để bắt gió và chuyển thành lực đẩy để đẩy con thuyền lướt trên mặt biển, tiến về phía trước.